# Список святых, канонизированных папой римским Иоанном Павлом II
Список святых, канонизированных римским папой Иоанном Павлом II во время его понтификата с 1978 по 2005 год. За 27 лет папа канонизировал 482 святых, в том числе группы из ста трёх корейских, ста семнадцати вьетнамских и ста двадцати китайских мучеников.

## Комментарии
1. ↑  Европейские миссионеры: Симеон Франсуа Бернё, Бернар Луи Болё, Антуан Давелю, Пьер Анри Дорье, Пьер Мобан, Пьер Омэтр, Жюстен Ранфер де Бретеньер, Жак Оноре Шастан, Лаврентий Эмбер, Мартин-Люк Юин
Миряне: Вон Гвиим Мария, Им Чхибэк Иосиф, Квон Дыг Ин Пётр, Квон Хи Барбара, Квон Джин-и Агата, Ким Ан Ги Агата, Ким, Барбара, Ким Ими Тереза, Ким, Люция, Ким Носа Роза, Ким Нусиа Люция, Ким Об И Магдалена, Ким, Тереза, Ким Сонъим Марта, Ким Сонъу Антоний, Ким Хёим Колумба, Ким Хёджу Агния, Ким Джангым Анна, Ким Джеджун Игнатий, Ким Юлия, Ко Сун И Варвара, Ли, Агата, Ли, Барбара, Ли Гван Вон Августин, Ли Екатерина, Ли Ён Док Магдалена, Ли Ёнхи Магдалена, Ли Ёнхи Мария, Ли Ин Док Мария, Ли Ганнан Агата, Ли Гваннёль Иоанн Креститель, Ли Гёнъи Агата, Ли Мун У Иоанн, Ли Мёнсо Пётр, Ли Мэим Тереза, Ли Со Са Агата, Ли Хоён Пётр, Ли Джонхи Барбара, Ли Юн-иль Иоанн, Мин Гыкка Стефан, Нам Игван Себастьян, Нам Гёнмун Пётр, Нам Мёнхёк Дамиан, Нам Джонсам Иоанн Креститель, Пак Анги Анна, Пак Кхын Аги Мария, Пак Понсон Магдалена, Пак Худжэ Иоанн, Пак Хисун Люция, Пак Чон Вон Августин, Сон Собён Магдалена, Сон Сонджи Пётр, Сон Джасон Фома, У Сеён Алексей, У Сурим Сусанна, Хан Ан Ги Барбара, Хан Ён И Магдалена, Хан Иён Лаврентий, Хан Джэгвон Иосиф Пётр, Хван Сокту Лука, Хён Кён Нён Бенедикта, Хён Сон Мун Карл, Хон Ён Чу Павел, Хон Гымджу Перпетуя, Хо Геим Магдалена, Хон Бёнджу Пётр, Хо Хиоп Павел, Чан Джуги Иосиф, Чан Сонджип Иосиф, Чхве Ёнъи Барбара, Чхве Хёнхван Франциск, Чхве Хион Петр, Чхве Джанхып Пётр, Чо, Магдалена, Чо Хва Со Пётр, Чон Вонджи, Пётр, Чон Гванъён Андрей, Чон Гёнхёб Агата, Чон Гукпо Протасий, Чон Мунхо Варфоломей, Чон Ыйбэ Марк, Чон Ха Сан Павел, Чон Чхор-ём Екатерина, Чон Джанъун Иоанн Креститель, Чо Синчхоль Карл, Чон Джонхе Елизавета, Чо Чун И Варвара, Чо Юн Хо Иосиф, Ю Тэ Чоль Пётр, Ю Со Са Цецилия, Ю Чин Гиль Августин, Ю Чоннюль Пётр
2. ↑  Лукас Алонсо Горда, Джачинто Джордано Ансалоне, Антонио Гонсалес, Мигель Гонсалес де Аосараса, Доминго Ибаньес де Эркисия, Матфей Кохиэ, Михаил Куробиэ, Гийом Курте, Лазарь из Киото, Магдалена из Нагасаки, Марина из Омуры, Фома Рокузэмон, Иаков Кюсей Томонага, Викентий Шивозука, Франциск Сёэмон
3. ↑  В том числе: Валентин Фаустино Беррио-Очоа, Жан-Луи Боннар, Жан-Теофан Венар, Франсуа Изидор Гажелен, Хосе Мельхор Гарсия-Сампедро Суарес, Хосе Мария Диас Санхурхо Пьер Дюмулен-Бори, Жан Шарль Корне, Иосиф Маршан, Михаил Хо Динь Хи, Августин Шёффлер
4. ↑  Висенте Алонсо Андрес, Клаудио Бернабе Кано, Эктор Вальдивьельсо Саес, Мануэль Канура Арнау, Филомено Лопес Лопес, Роман Мартинес Фернандес, Мануэль Секо Гутьеррес, Вильфридо Фернандес Сапико
5. ↑  Родриго Агилар Герман, Роман Адаме Росалес, Хулио Альварес Мендоса, Луис Батис Сайнс, Давид Гальван Бермудес, Агустин Калока Кортес, Матео Корреа Магальянес, Атилано Крус Альварадо, Сальвадор Лара Пуэнте, Педро де Хесус Мальдонадо, Хесус Мендес Монтойя, Мигель де ла Мора, Мануэль Моралес, Хустино Орона Мадригал, Сабас Рейес Салазар, Хосе Мария Роблес Уртадо, Давид Ролдан Лара, Торибио Ромо Гонсалес, Хенаро Санчес Дельгадильо, Транкилино Убиарко Роблес, Давид Урибе Веласко, Хосе Изабель Флорес Варела, Маргарито Флорес Гарсиа, Педро Эскеда Рамирес
6. ↑  Европейские миссионеры: Иоанн Алькобер, Модест Андлауэр, Теодорик Бала, Андрей Бауэр, Версилья, Джузеппе Мария Гамбаро, Григорий Мария Грасси, Ирма Гриво, Павел Денн, Чезидио Джакомантонио, Мария Джулиани, Франсис Диас, Анна Катарина Дьеркс, Жан Габриэль Турин Дюфресс, Мария Паулина Жёри, Ремигий Изоре, Франциск Фернандес де Капильяс, Калликст Караварио, Жанна-Мари Керген, Франсуа-Режи Кле, Альберико Крешителли, Франциск Мария Лантруа, Леон Игнатий Манген, Анна Франсуаза Моро, Мария Клелия Нанетти, Жан Пьер Нээль, Иоахим Ройо Перес, Пётр Санс-и-Йорда, Франциск Серрано, Элиас Факкини, Антонино Фантозати, Франциск Фоголла, Августин Шапделен
Китайские клирики: Лаврентий Ван Бин, Иоанн Ван Жуй, Патрик Дун Боди, Люция И Чжэньмэй, Агата Линь Чжао, Иероним Лу Тинмэй, Пётр Лю Вэньюань, Фаддей Лю Жуйтин, Павел Лю Ханьцзо, Пётр У Гоушэн, Мартин У Сюэшэн, Иоахим Хао Кайчжи, Агния Цао Гуйян, Иосиф Чжан Вэньлань, Иосиф Чжан Дапэн, Иоанн Чжан Тяньчэнь, Иоанн Чжан Хуан, Иоанн Чжан Цзингуан, Филипп Чжан Чжихэ, Иоанн Чэнь Сянхэн, Павел Чэнь Чанпин, Иосиф Юань Цзайдэ
Миряне: Мария Ань Го, Мария Ань Линхуа, Анна Ань Синь, Анна Ань Цзяо, Лаврентий Бай Сяомань, Анна Ван, Люция Ван Ван, Иоанн Ван Гуйсинь, Иосиф Ван Гуйцзюй, Марта Ван Ло Маньдэ, Андрей Ван Тяньцин, Пётр Ван Цзолун, Люция Ван Чэн, Пётр Ван Эрмань, Иосиф Ван Юймэй, Мария Го Ли, Павел Гэ Тинчжу, Мария Ду Тянь, Магдалена Ду Фэнцзюй, Мария Ду Чжао, Павел Лан Фу, Лан Ян, Мария Ли Ван, Пётр Ли Цюаньхуэй, Раймунд Ли Цюаньчжэнь, Иоанн Батист Ло Тининь, Павел Лю Цзиньдэ, Пётр Лю Цзэюй, Иосиф Май Тайшунь, Пётр У Аньбан, Павел У Аньцзюй, Павел У Ваньшу, Иоанн У Вэньинь, Иоанн Батист У Маньтан, Мария У Чжу, Мария Фань Кунь, Роза Фань Хуэй, Мария Фу Гуйлинь, Матвей Фэн Дэ, Марк Цзи Тяньсянь, Мария Ци Юй, Елизавета Цинь Бянь, Симон Цинь Чуньфу, Барбара Цуй Лянь, Пётр Чжан Баньню, Франциск Чжан Жун, Чжан Хуайлу, Тереза Хэ Чжан, Мария Чжао, Роза Чжао, Мария Чжао Го, Иоанн Батист Чжао Минси, Пётр Чжао Минчжэнь, Иаков Чжао Цюаньсинь, Пётр Чжу Жисинь, Иоанн Батист Чжу Ужуй, Мария Чжэн Сюй, Чи Чжуцзэ, Роза Чэнь Айцзе, Симон Чэнь Симань, Тереза Чэнь Цзиньцзе, Фома Шэнь Цзихэ, Иосиф Юань Гэнинь, Иаков Янь Годун